# Lucia Faria
Lucia Faria (Río de Janeiro, 11 de noviembre de 1945 – 29 de enero de 2024) fue una jinete brasileña que participó en los Juegos Olímpicos.

## Carrera
Inició su carrera a los quince años y participó en los Juegos Olímpicos de México 1968 por equipo con veintidós años. Montando al caballo Rush du Camp y terminó en séptimo lugar en la prueba de salto junto a Nelson Pessoa y José Reynoso con 138 puntos, quedando a veintiún puntos de la medalla de bronce.
Tras los juegos pasó a competir en eventos en Europa y llegó a ser bicampeona de Sudamérica. Tras retirarse pasó a formar atletas en Petrópolis y en 2020 fue electa presidenta de la Federación de Encuestre de Río de Janeiro.